# Rita da Cascia (film)
Pour la mini-série de 2004, voir Rita da Cascia (mini-série).
Pour plus de détails, voir Fiche technique et Distribution.
Rita da Cascia est un film italien réalisé par Antonio Leonviola, à ses débuts comme réalisateur, sorti en 1943.

## Synopsis
Le film présente la biographie de la  mystique des XIVe et XVe siècles, béatifiée par Urbain VIII en 1628 et canonisée par Léon XIII en 1900, et depuis lors connue comme La sainte des cas impossibles.

## Fiche technique
- Titre italien : Rita da Cascia
- Genres : drame, biographie, film historique, film religieux
- Réalisateur : Antonio Leonviola
- Scénaristes : Celestino Spada, Antonio Leonviola
- Production : Emilio Gerosa, Aldo Salerno pour Titanus
- Photographie : Giovanni Pucci
- Montage : Gisa Radicchi Levi (non créditée)
- Musique : Pietro Sassoli
- Décors : Piero Filippone, Alfredo Manzi
- Costumes :  Caio Bonifazi
- Pays :  Royaume d'Italie
- Année de sortie : 1943
- Format d'image : Noir et blanc
- Distribution au Royaume d'Italie : Artisti Associati
  - Sortie Royaume d'Italie (1861-1946) : 31 mai 1943.

## Distribution
- Elena Zareschi : Rita de Cascia
- Ugo Sasso : Paolo di Ferdinando
- Beatrice Mancini : Ada
- Marcello Giorda : Antonio, père de Rita
- Laura Nucci : Jacoviella
- Augusto Marcacci : baron de Collegiacone
- Elodia Maresca : Amata
- Teresa Franchini : mère supérieure
- Elio Marcuzzo : Gian Giacomo
- Aleardo Ward : Paolo Maria
- Umberto Leurini : Gian Giacomo enfant
- Amedeo Leurini : Paolo Maria enfant
- Stefano Sciaccaluga : pèlerin
- Giulio Battiferri (it) : espion du baron
- Gian Paolo Rosmino : frère Remigio
- Luigi Garrone : tavernier
- Umberto Spadaro : informateur dans la taverne
- Giovanni Onorato : client dans la taverne
- Amina Pirani Maggi : religieuse
- Vittoria Mongardi : sœur converse
- Adele Garavaglia
- Lamberto Picasso

## Tournage
Le film fut tourné dans les établissements Titanus de la Farnesina à Rome pour les scènes intérieurs, tandis que les scènes extérieures ont été réalisées à Cascia ; beaucoup d'habitants de Cascia ont servi de figurants.